# Daïras de la wilaya de Relizane
La wilaya de Relizane est composée de treize daïras (circonscriptions administratives), chacune comprenant plusieurs communes, pour un total de trente-huit communes.

## Liste de daïras
Daïras de la wilaya de Relizane :
| Daïra                | Nombre de communes | Communes                                                          | Superficie (km²) | Population (hab.) |
| -------------------- | ------------------ | ----------------------------------------------------------------- | ---------------- | ----------------- |
| Aïn Tarek            | 2                  | Aïn Tarek, Had Echkalla                                           | 336,49           | 18 965            |
| Ammi Moussa          | 4                  | Ammi Moussa, El Hassi, El Ouldja, Ouled Aiche                     | 585,89           | 42 728            |
| Djidioua             | 3                  | Djidioua, Hamri, Ouled Sidi Mihoub                                | 293,94           | 51 596            |
| El Hamadna           | 2                  | El Hamadna, Oued El Djemaa                                        | 300,57           | 44 285            |
| El Matmar            | 4                  | El Matmar, Belassel Bouzegza, Sidi Khettab, Sidi M'Hamed Benaouda | 366,02           | 45 590            |
| Mazouna              | 2                  | Mazouna, El Guettar                                               | 96,36            | 41 466            |
| Mendes               | 3                  | Mendes, Oued Essalem, Sidi Lazreg                                 | 631,5            | 30 119            |
| Oued Rhiou           | 4                  | Oued Rhiou, Merdja Sidi Abed, Ouarizane, Lahlef                   | 254,12           | 92 256            |
| Ramka                | 2                  | Ramka, Souk El Had                                                | 206,17           | 35 882            |
| Relizane             | 2                  | Relizane, Bendaoud                                                | 225,52           | 148 047           |
| Sidi M'Hamed Ben Ali | 3                  | Sidi M'Hamed Ben Ali, Beni Zentis, Mediouna                       | 609,24           | 67 995            |
| Yellel               | 4                  | Yellel, Aïn Rahma, Kalaa, Sidi Saada                              | 489,78           | 89 677            |
| Zemmora              | 3                  | Zemmora, Beni Dergoun, Dar Ben Abdellah                           | 457,61           | 45 890            |